# Борзинський Григорій Михайлович
Борзинський Григорій Михайлович — військовий. Походив з солдатських дітей Волинської губернії. Під час Першої Світової війни та громадянської війни в Україні родина жила в м. Дубно.
Воював у Порт-Артурі в чині штабс-капітану 15-го полку 4-ї Східно-Сибірської стрілецької дивізії. Кавалер ордену Св. Георгія 4-го ступіня. В 1914 році в чині підполковника. Командував батальйоном 106-го пішого Уфимського полку під час компанії в Східній Пруссії. Командир 107 пішого Троїцького полку (з 15.12.1915 — літо 1916 року). В чині полковника пішов на службу у Червону Армію. Начальник 1-ї Вітебськой пішої дивізії (3-23 жовтня 1918); начальник 17-й Ніжжегородськой стрілецької дивізії (26.10. 1918 — 25.07. 1919 рр.). Брав участь в українсько-білошовицькій війні 1918-19 років, його дивізії були підпорядковані поліські повстанські полки.